# Gerald L. Verney
Pour les articles homonymes, voir Verney.
Gerald Lloyd Verney (10 juillet 1900 - 3 avril 1957) est un officier canadien lors de la Seconde Guerre mondiale, il participe à toute la bataille de Normandie. Avec le grade de major-general (général de division), il commande 7e division blindée britannique, les fameux « Rats du Désert » après l'opération Goodwood et Bluecoat. 
La 7e DB, participe à l'opération Crusader en novembre 1941 en Afrique du Nord. Elle est envoyée en Birmanie en 1942, au Moyen-Orient en 1943 puis participe au débarquement de Normandie le 6 juin 1944, à Gold Beach. Aux ordres du général Verney elle participe à l'opération Spring, puis en se tournant vers l'est à l'opération Paddle pour arriver sur la Seine le 28 août 1944.
À la tête de la tête de sa division, il poursuit son action jusqu'en Belgique. Il prend en novembre 1944 le commandement de la 6e DB en Italie. 